# Plagiocephalus intermedius
Plagiocephalus intermedius är en tvåvingeart som beskrevs av Kameneva 2004. Plagiocephalus intermedius ingår i släktet Plagiocephalus och familjen fläckflugor.
Artens utbredningsområde är Costa Rica. Inga underarter finns listade i Catalogue of Life.